# Szojuz TM–30
A Szojuz TM–30 a Szojuz–TM sorozatú orosz háromszemélyes szállító űrhajó űrrepülése volt 1999-ben. Csatlakozását követően a mentőűrhajó szerepét látta el. A 39. személyzetes űrhajó a Mir űrállomáson.

## Küldetés
Feladata az utolsó legénység szállítása a Mir űrállomásra. 

## Jellemzői
2000. április 4-én a bajkonuri űrrepülőtér indítóállomásról egy Szojuz–U juttatta Föld körüli, közeli körpályára. Hasznos terhe 7150 kilogramm, teljes hossza 6,98 méter, maximális átmérője 2,72 méter. Önálló repüléssel 14 napra, az űrállomáshoz csatolva 6 hónapra tervezték szolgálatát. Április 6-án az űrállomást automatikus vezérléssel megközelítette, majd sikeresen dokkolt. 
Az űrhajósok feladata volt az űrállomás takarék üzemmódba állítása (az aktív ellenőrzés biztosítása). A szerelési, javítási munkák végzéséhez az új teherszállító űrhajó (M1–M2) szállította az anyagokat (oxigént, ragasztókat, kötőelemeket). Űrsétával ellenőrizték az űrállomás külső felületét, illetve igyekeztek megszüntetni a levegő szivárgását. A hibás napelemtáblát nem sikerült megjavítani (zárlati kábelégés). Panorámafelvételek készítésével ellenőrizték az öregedési állapotot.
2000. június 15-én, hagyományos visszatéréssel Arkalik (oroszul: Арқалық) városától mintegy 44 kilométerre ért Földet.

## Személyzet
(zárójelben az űrrepülések száma)

### Felszállásnál
- Szergej Viktorovics Zaljotyin (1)
- Alekszandr Jurjevics Kaleri (3)

### leszálláskor
- Szergej Viktorovics Zaljotyin (1)
- Alekszandr Kalerij (3)

### Tartalék személyzet
- Szalizsan Sakirovics Saripov parancsnok
- Pavel Vlagyimirovics Vinogradov fedélzeti-mérnök